# ミルトン・サントス
ミルトン・アウメイダ・ドス・サントス（Milton Almeida dos Santos、1926年5月3日 - 2001年6月24日）は、法学の学位をもったブラジルの地理学者。地理学の様々な分野において先駆的業績を上げたことで知られるが、特に発展途上国における都市開発について顕著な業績を残した。サントスは、ブラジルにおける批判地理学の父と目されている。

## 経歴
サントスは、1926年5月3日にブラジルのバイーア州ブロタス・デ・マカウバスに生まれた。サントスの両親は、ふたりとも小学校の教員で、彼は自宅で読み書きを学んだ。8歳のときには、初等教育に相当する内容を修めていた。ミルトンの父は、かつての奴隷の子孫であり、このことはサントスにとって勉学に励む大きな動機になっていた。1934年から1936年にかけて、彼はアルコバサに住んで、フランス語と行儀作法を学んだ。
サントスは、高校生に地理を教えて授業料を稼ぎながら、サルヴァドールで大学に通った。法学の学位を得て卒業したが、法律実務には携わらなかった。その代わりに、彼は中等教育教員の公募試験を受けて合格し、イリェウスで地理を教えた。
サントスはさらに、学び、教えるため、ヨーロッパ、アメリカ大陸、アフリカにも赴いた。彼は当時の軍事政権から国外追放されたものと考えられていたが、実際には国外に出ることが禁じられ、フランス大使が政府と交渉してようやく出国できたのであった。サントスは、軍事政権に強いられた13年間に及ぶ厳しい亡命生活を、好機に変えた。サントスは、40冊以上の書籍を、数カ国語で執筆した。批判地理学やフランクフルト学派の諸概念を、否定的な形ではなく用いていた彼の著作は、世界を批判的に理解しようとしていた全ての人々が参照するものとなった。
彼の著作には『Por Uma Geografia Nova』（1978年）や『A Natureza do Espaço』（1996年）が含まれている。『O Espaço Dividido』でサントスは、発展途上国における都市開発の理論を展開し、この本は地理学の古典のひとつと見なされる用意なった。
ミルトン・サントスは、地理学分野における最高賞とされる、ヴォートラン・ルッド国際地理学賞を受賞した。この賞はノーベル賞をモデルとしており、俗に「地理学のノーベル賞」とも称されている。